# Cuscuta japonica
Cuscuta japonica är en vindeväxtart som beskrevs av Jacques Denys Denis Choisy. Cuscuta japonica ingår i släktet snärjor, och familjen vindeväxter. Utöver nominatformen finns också underarten C. j. formosana.

## Bildgalleri

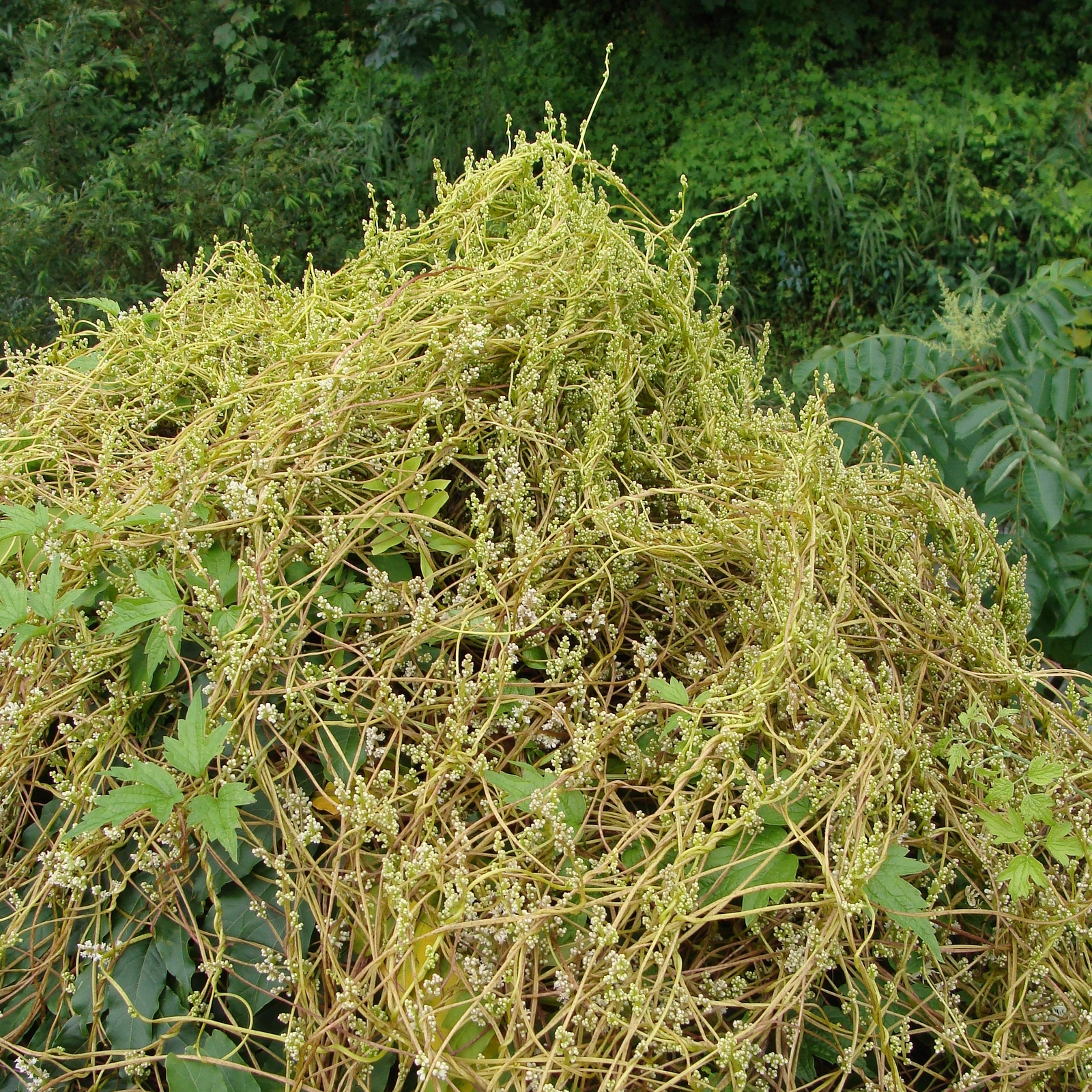
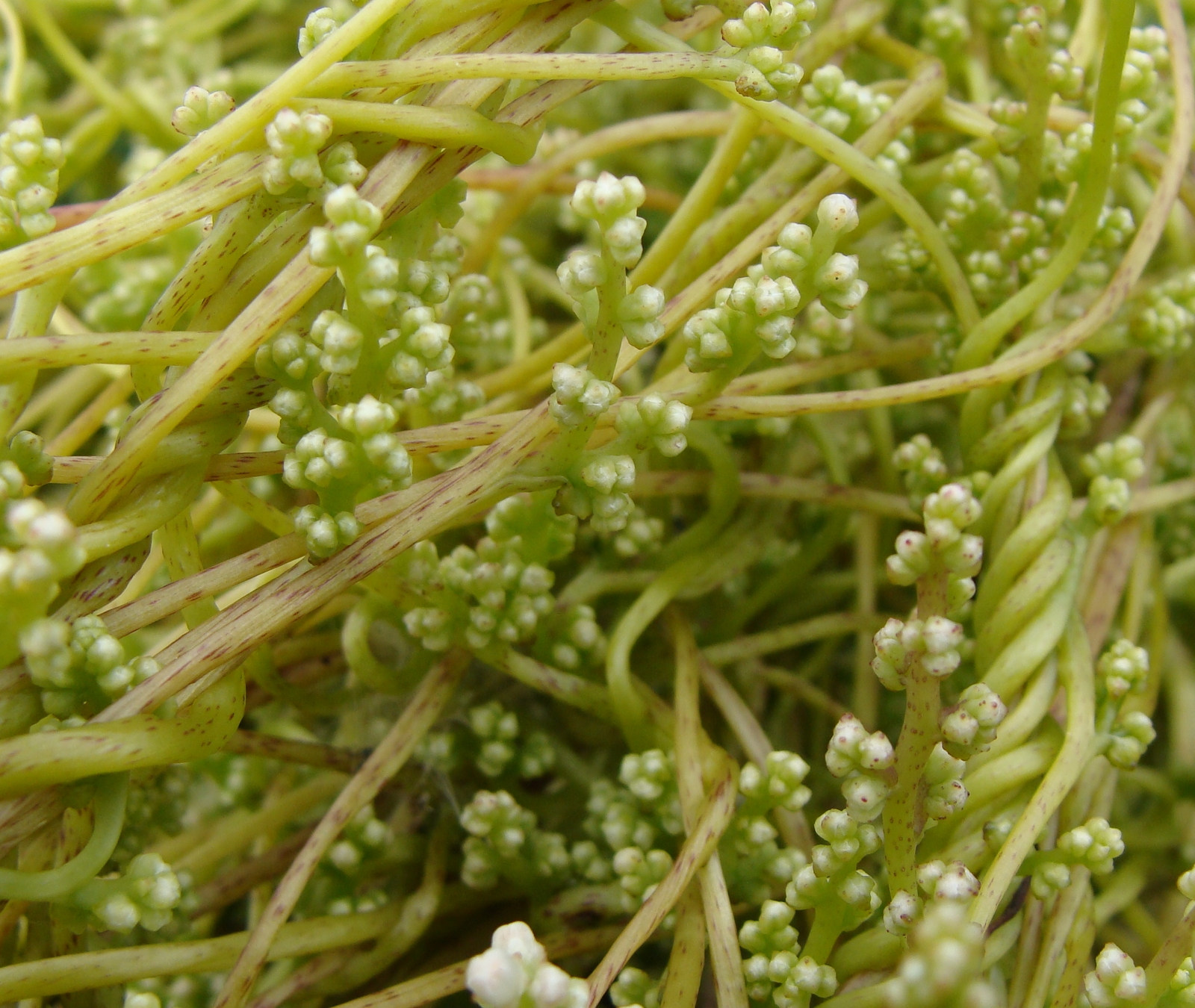
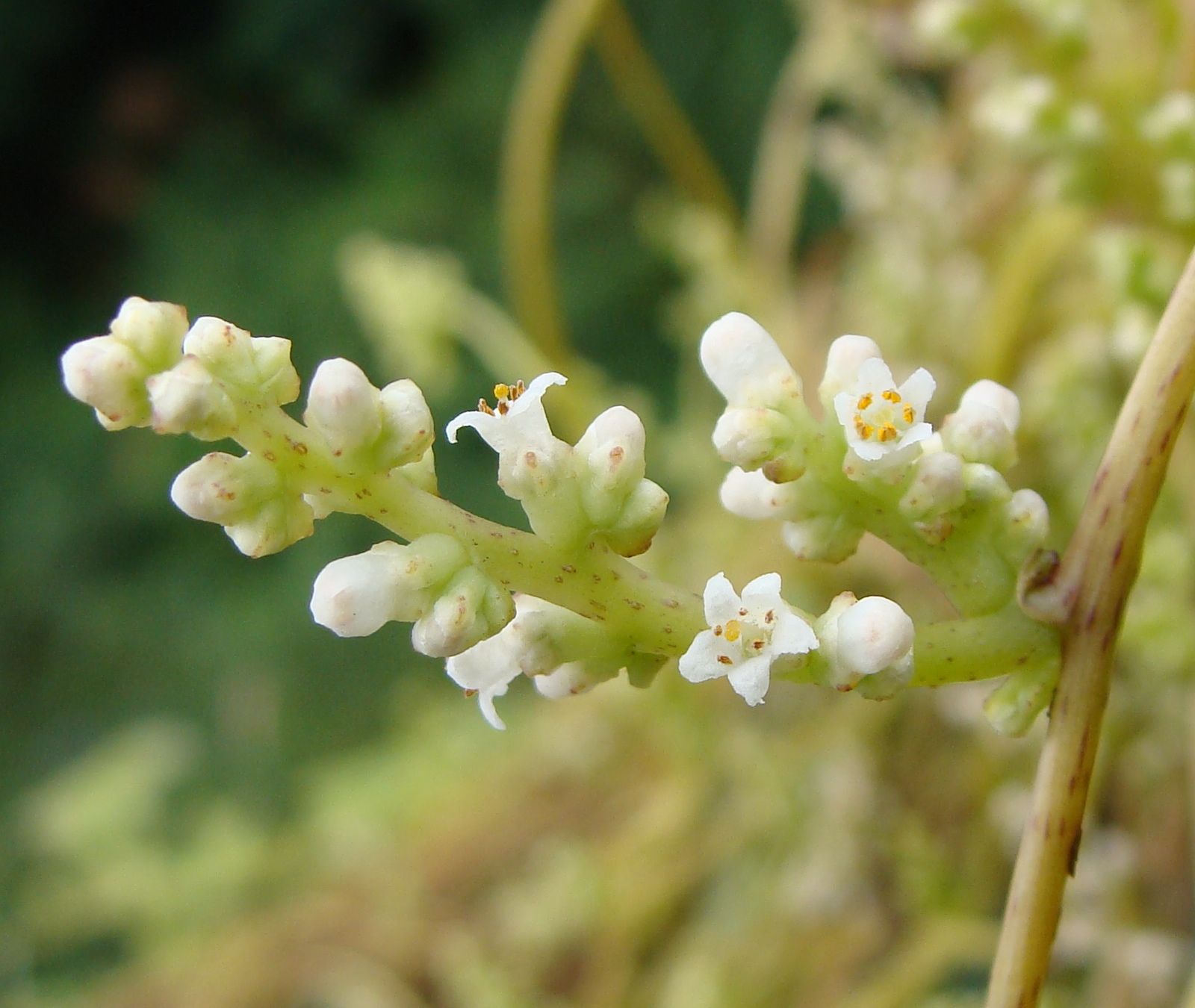